# Iglesia parroquial de El Valle

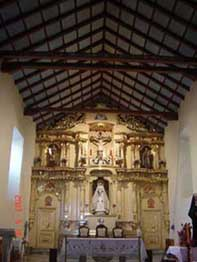

La iglesia parroquia de El Valle en el municipio de Loja (Provincia de Loja, Ecuador), data del siglo XVII cuando el Cacique Quinto Alonso Pinza en el año de 1629 fundó el pueblo de San Juan de El Valle, ésta conjuntamente con San Sebastián forman las dos primeras parroquias de la ciudad de Loja.
No se conoce la fecha exacta de la construcción de la Iglesia de El Valle pero consta como datos que entre los años 1642- 1645 era una capilla.
Otras fuentes mencionan que la existencia del templo de El Valle está documentada en datos que confirman que el primer párroco, que firma como tal, en el libro de bautizos, es Miguel de Balcárse con fecha 7 de agosto de 1720.
El 9 de diciembre del mismo año, consta un acta de la toma de posesión oficial de la parroquia por parte del mismo párroco.
Así mismo, en un cuaderno de notas titulado priostes antiguos, se registran varios datos, entre ellos: que en 1675 se da una reunión presidida por el sacerdote Andrés de Segovia. En 1676, se da otra reunión en la casa del Mayordomo de la Cofradía del Santísimo Sacramento.
Además el impulso de los párrocos Abraham Ramón, Fernando Kolednik, Carlos Alfonso Erreis, Enrique Guevara, Pascual Bracho, José María Rodríguez, Julián Lorente, entre otros, le dieron al templo del Valle aspectos muy atrayentes.

## Características de la construcción del Templo

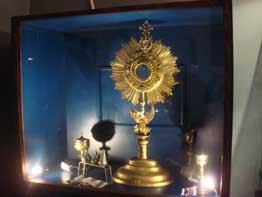

La construcción de la Iglesia de El Valle se la ejecutó con un carácter utilitario- estético que responde a una situación social específica. Como la vivida en aquellos tiempos de la colonia donde los indios artesanos o albañiles les daban forma a los diseños europeos impuestos, es por eso que la arquitectura de este templo se vio influenciada por religiosos con formación arquitectónica pertenecientes a diversas comunidades religiosas como los jesuitas.
Es así que en los diseños de los templos existe un rompimiento con la tradición indígena quienes no estaban acostumbrados a participar de ceremonias religiosas ni a reunirse en espacios cerrados y cubiertos. 

### Códigos formales y tecnológicos
La Iglesia de El Valle posee una fachada retablo, se cree que tiene esta forma porque los indígenas tenían la tradición de celebrar ritos en espacios abiertos y por esta razón la Iglesia se constituyó en una capilla abierta.
Posee un campanario, y una ventana con el propósito de comunicar al coro con el exterior.
Su estructura está hecha sobre cimientos de piedras, paredes dobles de adobe y cubierta de madera. Luego de realizar la construcción de las paredes, se colocaba sobre estas las soleras, los tirantes, encima tijeras y teja.
La técnica empleada en la pintura era la de colores a la cal: pigmento + cal hidrata + agua + cola animal.

## Códigos funcionales
La Iglesia de El Valle, originalmente constaba de una estructura conformada por una sola nave sin embargo hoy consta de una planta basilical, una nave central y dos naves laterales. En el templo encontramos un área destinada para el coro, la sacristía, y la sala de bautizos.
Pero aquellas transformaciones se remontan cronológicamente en las siguientes facetas: 
En 1953, se realizó la construcción de la cubierta.
En 1958 se reconstruye la torre.
En 1963 se cambian los pisos/ Se construye una hornacina para el culto de una de las imágenes más características de la parroquia El Señor de la Agonía.
En ese mismo año, en la nave lateral derecha se construye un altar para el culto de Santa Rita./ Se sustituyen las ventanas de hierro forjado por hierro laminado
En 1982 se restituye el piso de ladrillo en la sacristía y baptisterio.
En 1991 a 1996 reconstrucción de cubierta y retablo.
En el 2002 se realiza una decoración en las fachadas.

## Imágenes
Las imágenes más relevantes del Templo de El Valle, son las de Juan Bautista, San José, la Virgen de los Dolores que están ubicadas en el retablo del altar mayor.
Se demuestra una gran devoción del pueblo de El Valle al Señor de La Agonía, razón por la que se realizan sus festividades en el mes de julio de cada año. Santa Rita es otra de las imágenes más preciadas por la parroquia es así que cada 22 de mayo se celebran sus festividades que están a cargo de los devotos del lugar.

## Arte musical en el templo
En la obra de Rogelio Jaramillo "Loja Cuna de Artistas", se menciona que siendo párroco en ese tiempo el Dr. César Palacio se obtuvo un órgano de flautas de regular tamaño obsequiado a la comunidad por una señora de apellido Eguiguren hermana del señor José Miguel Eguiguren. Entre los maestros de Capilla se destacaron Rubén Márquez, Vicente Escaleras, José Paredes, Manuel Regalado, Eleuterio Espinosa, Marcos Ochoa, Julio Erazo, Manuel Guarnizo. Hoy en día, este instrumento se encuentra ubicado en la parte superior de la Iglesia pero muy pocas veces es utilizado.

## Museo Arqueológico del Valle
Cabe destacar que actualmente la administración de la parroquia eclesiástica ha realizado las adecuadas adaptaciones que han permitido un museo de arte religioso colonial en el que se exhiben piezas pictóricas y esculturas a más de objetos sagrados de culto; todo ello de propiedad de la parroquia eclesiástica.
Es así, que en él encontramos, imágenes de San Agustín, Alonso de Mercadillo, la Santísima Trinidad, el Arcángel San Gabriel y objetos de plata como coronas para la Virgen de los Dolores, y cruces de todo los tamaños.
- Datos: Q5912953
- Multimedia: El Valle Church, Loja / Q5912953